# یواس‌اس آلپاین (ای‌پی‌ای-۹۲)
یواس‌اس آلپاین (ای‌پی‌ای-۹۲) (به انگلیسی: USS Alpine (APA-92)) یک کشتی بود که طول آن ۴۹۲ فوت (۱۵۰ متر) بود. این کشتی در سال ۱۹۴۳ ساخته شد.